# Sideroxylon sessiliflorum
Sideroxylon sessiliflorum là một loài thực vật có hoa trong họ Hồng xiêm. Loài này được (Poir.) Capuron ex Aubrév. miêu tả khoa học đầu tiên năm 1973.

## Hình ảnh

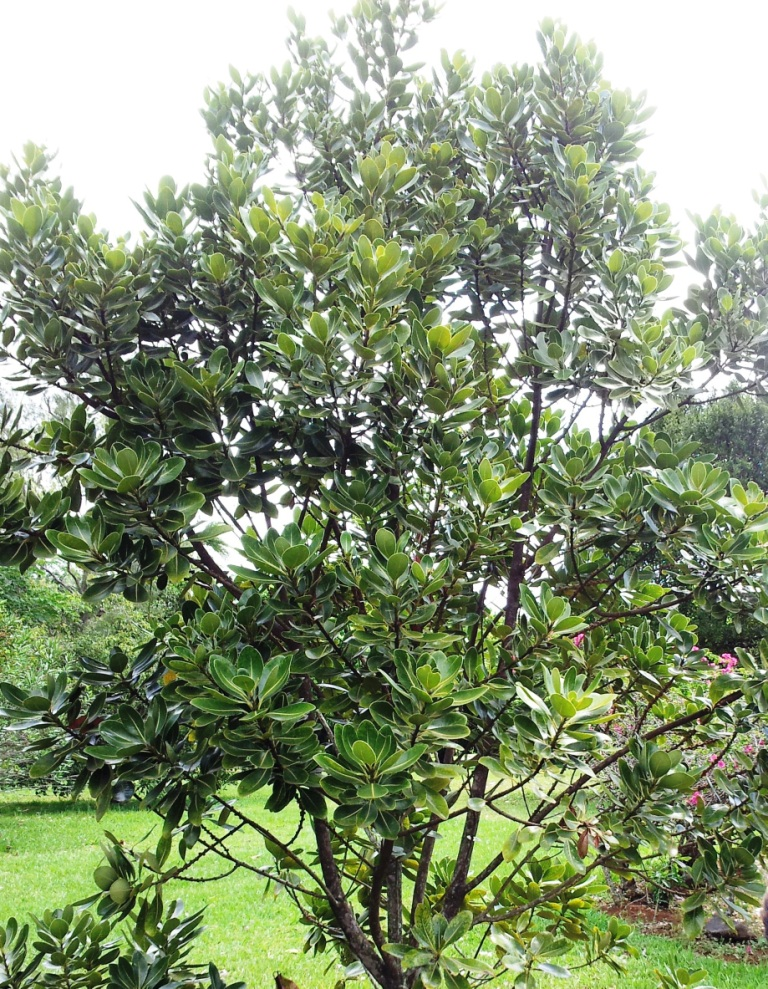
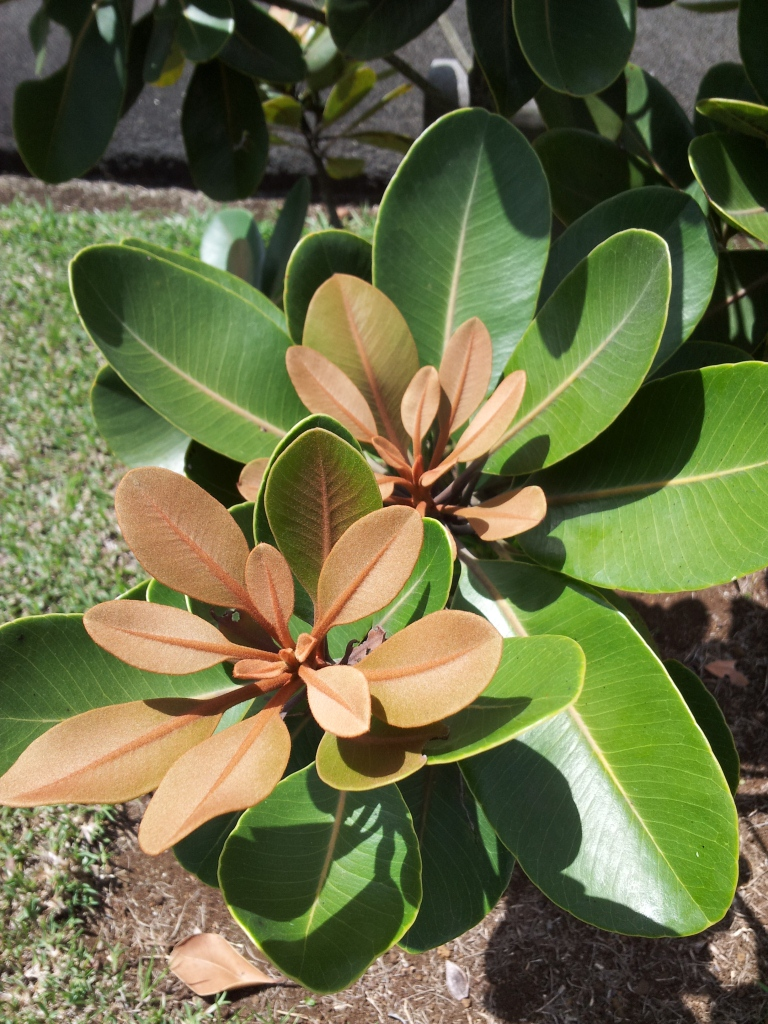
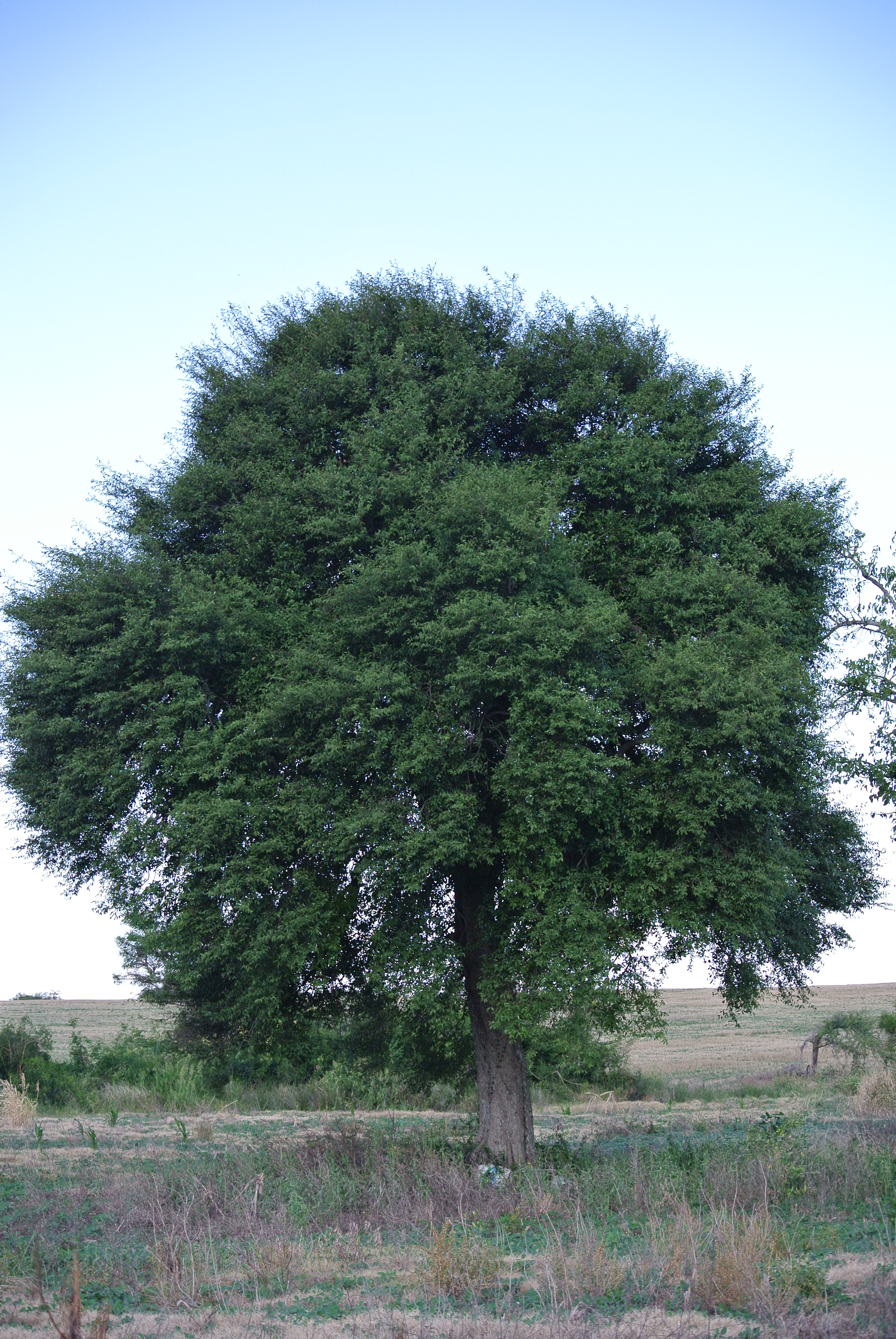